# Sínodo de Lviv (1946)
Sínodo de Lviv (em russo:  Львовский собор, transl. Lvovsky sobor, em ucraniano:  Львівський собор, transl. Lvivskyi sobor) foi um sínodo da Igreja uniata rutena realizado de 8 a 10 de março de 1946 em Lviv, no qual ocorreu a anulação da União de Brest de 1596 e a reunificação da Igreja rutena à Igreja Ortodoxa Russa proclamada. Realizado em meio a um clima de repressão pelo governo soviético, o sínodo foi rejeitado pela maioria dos adeptos da Igreja, levando-os a continuar suas práticas na clandestinidade até que sua atividade fosse novamente legalizada sob a política de Glasnost de Mikhail Gorbachev.